# Consell d'Espanya
El Consell d'Espanya o Consell Suprem d'Espanya fou un òrgan de govern creat per l'emperador Carles VI, després de la caiguda de Barcelona en poder borbònic el 1714. Instituït a Viena com a continuador dels consells d'Aragó, d'Itàlia, de Castella, d'Estat i de Guerra.
El Consell s'ocupava dels afers dels territoris que havien quedat sota el control de la casa d'Àustria. En un primer moment, els regnes de Nàpols i Sardenya, l'estat de Milà, els presidis de Toscana i Flandes. Posteriorment la constitució del Consell de Flandes (1717) i la permuta de Sardenya per Sicília amb la casa de Savoia, va limitar els territoris gestionats pel Consell a Milà, Nàpols i Sicília.
Un cop l'emperador Carles renuncià a la corona espanyola per la pau de Viena de 1725 i la posterior conquesta, el 1734 per part de tropes borbòniques, del Regne de Nàpols i el regne de Sicília feu que, el 1736, el consell es dissolgués deixant pas al Consell d'Itàlia, amb les competències reduïdes només a l'estat de Milà.
El consell disposava de consellers de capa i espasa i regents o consellers lletrats catalans, sards, aragonesos, napolitans, milanesos i castellans. La llengua vehicular del consell era el castellà
Disposava de les secretaries d'estat (o de despatx universal) de Milà, de Sardenya, de Nàpols i del segell reial i registre, a més de la tresoreria i receptoria (entre els departaments de la qual hi havia la comptadoria principal de Catalunya). En els diversos oficis de les secretaries abundaven els catalans emigrats, particularment els membres de la família Vilana-Perles.
El Consell d'Espanya, a banda de l'activitat de govern, fou molt important per la seva activitat d'acolliment dels austriacistes exiliats. El consell instituí la Delegació d'Espanyols que s'encarregà d'ajudar els exiliats, molts dels quals varen obtenir càrrecs, beneficis i terres (especialment a Nàpols)

## Alts funcionaris del consell d'Espanya
- Ramon de Vilana-Perles, Secretari d'estat.
- Antoni Folc de Cardona-Borja, arquebisbe de València. President.
- José Silva i Meneses, comte de Montesanto. President.
- Juan Francisco Pacheco, duc d'Uceda (i conseller d'estat). Tresorer general.